# Wendy Barrie

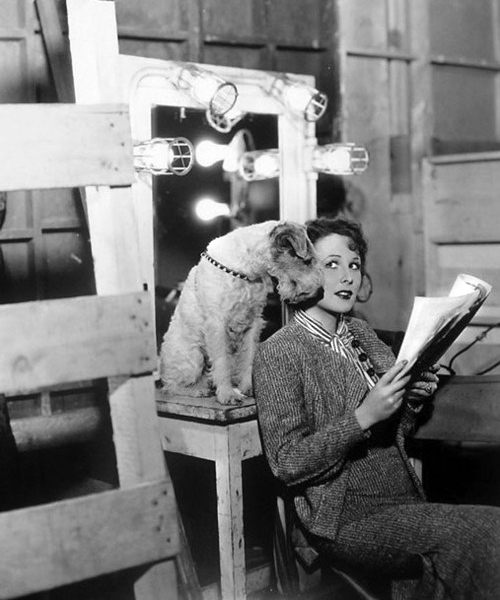
Wendy Barrie med hunden Skippy 1935.

Wendy Barrie, född 18 april 1912 i London, England, död 2 februari 1978 i Englewood, New Jersey, var en brittisk skådespelare. Hon blev amerikansk medborgare 1942. Från 1948-1950 ledde hon det amerikanska TV-programmet The Wendy Barrie Show.
Hon har en stjärna på Hollywood Walk of Fame för insatser inom film vid adressen 1708 Vine Street.

## Filmografi, urval
- 1934 – Kvinnorna kring kungen
- 1936 – Speed
- 1937 – I skyskrapornas skugga
- 1938 – Jag är lagen
- 1939 – Baskervilles hund
- 1939 – Det evigt manliga
- 1939 – Fem kom tillbaka
- 1943 – Till nu och för evigt
- 1954 – Sånt händer med flickor